# Сен-Пьер, Наташа
Наташа Сен-Пьер (фр. Natasha St-Pier, род. 10 февраля 1981, Батерст (Нью-Брансуик)) — канадская франкофонная поп-певица, представительница Франции на Евровидении-2001. Кроме песен на французском, в репертуаре певицы присутствуют композиции на таких языках, как английский (All I Have Is My Soul, Friends), испанский (Encontrarás, Cita Sin Amor, Por Probablo Todo) и китайский (Mou’tian).

## Карьера
Рождённая в канадской провинции Нью-Брансуик, Наташа Сен-Пьер начала свою карьеру в Квебеке в 1996 году, выпустив альбом Émergence.
Международный дебют певицы состоялся в 1999 году, когда она сыграла роль Флёр-де-Лис в лондонской постановке мюзикла Нотр-Дам де Пари в 2000 году.
В 2001 году Наташа Сен-Пьер получает возможность представлять Францию на конкурсе Евровидение-2001 в Копенгагене, где занимает 4 место с лирической балладой Je n’ai que mon ame (англ. All I Have Is My Soul).
Наташа Сен-Пьер выпустила 5 альбомов под руководством таких авторов и продюсеров, как Стив Баракат, Рик Аллисон (Rick Allison), Паскаль Обиспо (Pascal Obispo).
В 2008 году вышел новый альбом певицы.

## Семья
9 марта 2012 года певица вышла замуж за Грегори Кийак, пожарного из Парижа. 13 ноября 2015 года родился сын Биксан Максим Кийак (фр. Bixente Maxime Quillacq). Ребёнок родился с пороком сердца.

## Дискография
- Emergence (1996)
- À chacun son histoire (2001)
- De l'amour le mieux (2002)
- Encontrarás (2002) (" De l’amour le mieux " Spanish Version)
- L' Instant d'après (2003)
- Longueur d’ondes (2006)
- Natasha St Pier (17 ноября 2008)
- Bonne Nouvelle (2012)
- Thérèse – Vivre d'amour (2013)
- Mon Acadie (2015)